# Cytrulina
Cytrulina – organiczny związek chemiczny z grupy α-aminokwasów, pochodna ornityny. Po raz pierwszy wyizolowano ją z arbuza. Bierze udział w cyklu mocznikowym, w którym powstaje z ornityny i karbamoilofosforanu w mitochondrium (reakcja katalizowana przez transkarbamoilazę ornitynową), a następnie jest wydzielana do cytozolu i przekształcana do kwasu argininobursztynowego z udziałem syntetazy argininobursztynowej.

## Inne funkcje
Według wstępnych badań, cytrulina i kwas jabłkowy stymulują tlenowe wytwarzanie energii przez mięśnie podczas wysiłku.